# Jovan Damjanović
Jovan Damjanović (serbisch-kyrillisch Јован Дамјановић; * 4. Oktober 1982 in Knin) ist ein ehemaliger serbischer Fußballnationalspieler.
Damjanović spielte für die serbischen Vereine FK Voždovac Belgrad und FK Borac Čačak, ehe er 2006 einen bis 2008 datierten Vertrag bei der SV Ried unterschrieb. Am Anfang der Saison 2007/08 erzielte er das 450. Bundesliga-Tor in der Geschichte der Rieder Sportvereinigung. Kurze Zeit später wechselte er zum SC Paderborn 07, der in dieser Saison in die 3. Fußball-Liga abstieg. Im folgenden Jahr konnte der erneute Aufstieg zwar gefeiert werden, allerdings blieb Damjanović der dritthöchsten Spielklasse zunächst erhalten, da er 2009 zum SV Wehen Wiesbaden wechselte. 2011 kehrte er nach Serbien zurück und unterschrieb einen Vertrag bei seinem ehemaligen Verein Borac Čačak. 2012 verließ er Borac Čačak und unterschrieb einen Vertrag bei dem belarussischen Verein FK Dinamo Minsk. 2013 spielte er auf Leihbasis für den FK Dinamo Brest. 2014 kehrte er wieder nach Serbien zurück und unterschrieb einen Vertrag bei OFK Belgrad. 2015 verließ er Serbien erneut und wechselte zum chinesischen Erstligisten Hunan Billows. Nach nur einem halben Jahr kehrte er China den Rücken und kehrte wieder nach Serbien zurück. Von 2015 bis Januar 2016 spielt er für den FK Novi Pazar. Die restlichen sechs Monate der Saison 2015/16 verbrachte er bei FK Voždovac Belgrad und beendete hier seine Karriere.
Unter dem damaligen serbischen Nationaltrainer Vladimir Petrović feierte er am 3. Juni 2011 gegen Südkorea sein Debüt in der Nationalmannschaft Serbiens.